# 桜井健二
桜井 健二（さくらい けんじ、1913年〈大正2年〉12月6日 - 没年不詳）は日本の歌手。主に戦前・戦中に活躍した。本名・清水 理一。

## 経歴
埼玉県北埼玉郡忍町（現・行田市）生まれ。現在の青山学院大学出身。1935年（昭和10年）コロムビアレコードからデビュー。同年、ミス・コロムビアと吹き込んだ「幌馬車の唄」がヒットする。
1937年（昭和12年）ポリドールレコードの子会社であるコロナレコードに移籍。その後コロナレコードの解散に伴い親会社のポリドールレコードに移籍。
以降テイチクレコード、タイヘイレコード、キングレコードと渡り歩き、戦前に多くの流行歌や戦時歌謡を吹き込んだ。

## 代表曲

### コロムビアレコード
- 幌馬車の唄　共演：ミス・コロムビア　（1936）
作詞：山田としを／作曲：原野為二
- 吹雪の曠野（1936）
作詞：小野金次郎／作曲：上野静夫（上野耐之）
- 出島の雨（1936）
作詞：高橋掬太郎／作曲：竹岡信幸
- 躍進宮城（1936）
作詞：西条八十／作曲：江口夜詩
- 君と散歩（1936）
作詞：高橋掬太郎／作曲：服部良一

### コロナレコード
- 放浪の哀歌　（1937）
作詞：野村俊夫／作曲：レイモンド服部

### ポリドールレコード
- 愛国行進曲　共演：東海林太郎、上原敏、奥田良三ほか　（1938）
作詞：森川幸雄／作曲：瀬戸口藤吉

### テイチクレコード
- 長江船唄（1938）
作詞：野村俊夫／作曲：佐渡暁夫

- 空の勇士　共演：鬼俊英、服部富子、中村柾子　（1940）
作詞：大槻一郎／作曲：蔵野今春

- 紀元二千六百年　共演：鬼俊英、服部富子、中村柾子（1940）
作詞：増田好生／作曲：森義八郎

### キングレコード
- お嬢様お手を　共演：都能子　（1946）
作詞：熱田房夫／作曲：上原げんと